# レオナルト・ピェトラシャク
レオナルト・ユゼフ・ピェトラシャク（ポーランド語: Leonard Józef Pietraszak、1936年11月6日 - 2023年2月1日）は、ポーランドの俳優。

## 出演作品
- Czterdziestolatek 1975年
- ヴァパンク 1981年
- Vabank II, czyli riposta 1985年
- キングサイズ 1988年
- Boulevard Voltaire 2011年